# 陽光天使
『陽光天使』（Sunny Girl）は八大綜合台、湖南衛視より放送された台湾のテレビドラマ。全18話。日本未公開。
撮影は、台北、上海、沖縄で行われた。
ドラマ中で一部日本語が使われている。
主演は、呉尊、楊丞琳、張峻寧、劉梓妍。

## キャスト

### 主演
- 呉尊 - 狄雅辛 役
- 楊丞琳 - 陽光 役
- 張峻寧 - 耿非（耿特助）役
- 劉梓妍 - 殷安琪（Angela）役

### その他のキャスト
- 趙樹海 - 耿非父（耿顧問）役
- 炎亞綸 - 艾綸教授（娃娃魚） 役
- 邵翔 - 英善 役
- 光磊 - 齊磊 役
- 鄔倩倩 - 伊莉莎白（殷董事長）役
- 唐寧 - 齊寶貝 役
- 小優 - 陸露 役
- 汪東城 - 傑羅（Jiro） 役
- 辰亦儒 - 凱文（Calvin） 役
- 中野良子 - 陽光の祖母 役
- 顧寶明 - 陽光の父親 役
- 武藤美幸 - 陽光の母親 役
- 賴亭君 - 甄珠 役
- 孫桂田 - 趙媽 役
- 丫子 - 陽光の債主 役
- 白雲 - 廖建宇 役
- 高山峰 - 吳先生 役

## 挿入曲
オープニングテーマ：Boney M - Sunny
エンディングテーマ：陳乃榮 - 不能告訴我